# Thérèse Delpech
Pour les articles homonymes, voir Delpech.
Thérèse Delpech, née Thomas le 11 février 1948 à Versailles et morte le 18 janvier 2012, à Paris 3e, est une politologue et haute fonctionnaire française, professeur agrégé de philosophie (promotion 1972), chercheuse associée au Centre d'études et de recherches internationales (CERI, FNSP) et membre du conseil de l’Institut international d'études stratégiques (IISS).

## Biographie

### Formation
Thérèse Delpech est une ancienne élève de l'École normale supérieure de jeunes filles (1969). Son sujet de maîtrise était « La théorie de la musique dans l'esthétique de Schopenhauer », mais elle a choisi comme sujet de thèse la période médiévale : « Saint Anselme et la querelle des universaux ».

### Carrière professionnelle
Elle a consacré l'essentiel de sa carrière professionnelle aux relations internationales et aux questions de défense, sujets sur lesquels elle a publié régulièrement dans Politique étrangère, Politique internationale, Commentaire, ainsi que dans des quotidiens français (Le Monde, Le Figaro ou encore Libération) et dans de nombreuses revues étrangères.
Elle a occupé des fonctions de conseillère technique au cabinet d'Alain Savary pour l'enseignement secondaire et les écoles normales supérieures (1981-1984) et d'Alain Juppé pour les questions politico-militaires (1995-1997). Elle fut directrice des affaires stratégiques au Commissariat à l'énergie atomique.
Elle a également une carrière de chercheuse dans le domaine de la défense et des affaires stratégiques, avec une participation aux travaux du Centre analyse et prévision du ministère des Affaires étrangères (1992-1995), et une longue association au Centre d'études et de recherches internationales (CERI). Elle a exercé deux mandats successifs (jusqu'en 2006) au conseil de direction de l'Institut international d'études stratégiques (IISS), un think tank de recherches géostratégiques basé à Londres.
Thérèse Delpech, qui a assuré la fonction de commissaire français auprès de la Commission de l'ONU présidée par Hans Blix entre 2000 et 2003, a présenté en mars 2003 à l'Assemblée nationale devant la Commission de la défense les résultats du rapport final de l’UNMOVIC (ONU) sur l'Irak où elle a souligné l'ensemble des lacunes présentes dans les déclarations des autorités irakiennes aux inspecteurs internationaux. Elle a par ailleurs soutenu, à partir de 2003 et la découverte d'activités nucléaires clandestines en Iran, une politique de sanctions à l'égard de ce pays afin d'éviter soit une épreuve de force soit l'accession de l'Iran à l'arme atomique.

### Prises de position et sensibilité politique
Elle était favorable à l'atlantisme, et ardente défenseure de la démocratie libérale,. Elle était par ailleurs membre du « Cercle de l'Oratoire », cercle de réflexion néoconservateur engagé en faveur de la guerre en Irak. Vincent Jauvert dans son livre La face cachée du Quai d'Orsay, (éd.Robert Laffont), a tracé le portrait de la sphère néo-conservatrice française. Selon lui, Thérèse Delpech, en était une figure centrale et une représentante nationale auprès des néo-cons américains.

### Publications
Deux ouvrages: L'Ensauvagement (Grasset, 2005, prix Femina) et L'Appel de l'ombre (Grasset 2010) portent sur des sujets beaucoup plus vastes que les questions stratégiques. Le premier compare la situation historique de 1905 à celle de 2005 (avec une vision prospective sur 2025), à noter qu'il a été choisi pour l'épreuve d'oral du concours 2011 de l’École de guerre. Il a participé à la diffusion du concept controversé d'ensauvagement. Le second présente une réflexion sur la puissance de l'irrationnel dans la vie psychique, l'activité créatrice, le rêve et la religion.

## Ouvrages
- L'héritage nucléaire, Bruxelles, Éditions Complexe, 1997  (ISBN 978-2870276648)
- La guerre parfaite, Paris, Flammarion, coll. « Essais », 1998  (ISBN 2-08-067541-9)
- La politique du chaos : l'autre face de la mondialisation, Paris, Seuil, coll. « La République des idées », 2002  (ISBN 2-02-055144-6)
- L'ensauvagement : essai sur le retour de la barbarie au XXIe siècle, Paris, B. Grasset, 2005  (ISBN 2-246-67741-6)

prix Femina essai
- L'Iran, la bombe et la démission des nations, Autrement-CERI, 2006  (ISBN 978-2746707573)
- Le grand perturbateur : réflexions sur la question iranienne, Paris, B. Grasset, 2007  (ISBN 978-2-246-72161-1)
- L'appel de l’ombre : puissance de l'irrationnel, Paris, B. Grasset, 2010  (ISBN 978-2-246-74131-2)
- L'Homme sans passé : Freud et la tragédie historique, Paris, B. Grasset, 2012  (ISBN 978-2-246-78864-5)
- (en) Nuclear Deterrence in the 21st Century: Lessons from the Cold War for a New Era of Strategic Piracy, Santa Monica, CA, RAND Corporation, 2012, PDF (ISBN 978-0-8330-5930-7, lire en ligne)
- La dissuasion nucléaire au XXIe siècle : comment aborder une nouvelle ère de piraterie stratégique, Paris, Éditions Odile Jacob, 2013, 304 p.  (ISBN 978-2-7381-3011-2)

publication posthume